# Provincia di Vinh Long
Vĩnh Long è una provincia del Vietnam, della regione del Delta del Mekong. Occupa una superficie di 1.479,1 km² e ha una popolazione di 1.069.100 abitanti. 
La capitale provinciale è Vĩnh Long. 

## Distretti
Di questa provincia fanno parte i distretti:
- Bình Minh
- Bình Tân
- Long Hồ
- Mang Thít
- Tam Bình
- Trà Ôn
- Vũng Liêm